# Synagrops pseudomicrolepis
Synagrops pseudomicrolepis är en fiskart som beskrevs av Schultz, 1940. Synagrops pseudomicrolepis ingår i släktet Synagrops och familjen Acropomatidae. Inga underarter finns listade i Catalogue of Life.